# Aéroport de Golog-Maqin
Pour les articles homonymes, voir GMQ.
L'aéroport de Golog-Maqin (chinois : 果洛玛沁机场 ; pinyin : guǒluò măqìn jīchǎng) (code IATA : GMQ • code OACI : ZLGL), dont la construction a commencé en septembre 2012, a ouvert le 1er juillet 2016 est un aéroport situé sur le bourg de Dawu (zh) (大武镇), Xian de Maqên (ou Maqin), Golog, en province du Qinghai, en République populaire de Chine.